# Максимилиан Саксонский (1870—1951)
Максимилиан Вильгельм Август Альберт Грегор Эд Саксонский (17 ноября 1870, Дрезден — 12 января 1951, Фрибур) — член Альбертинской ветви дома Веттинов, сын короля Саксонии Георга и Марии Анны Кобург-Браганской. Католический священник.

## Биография

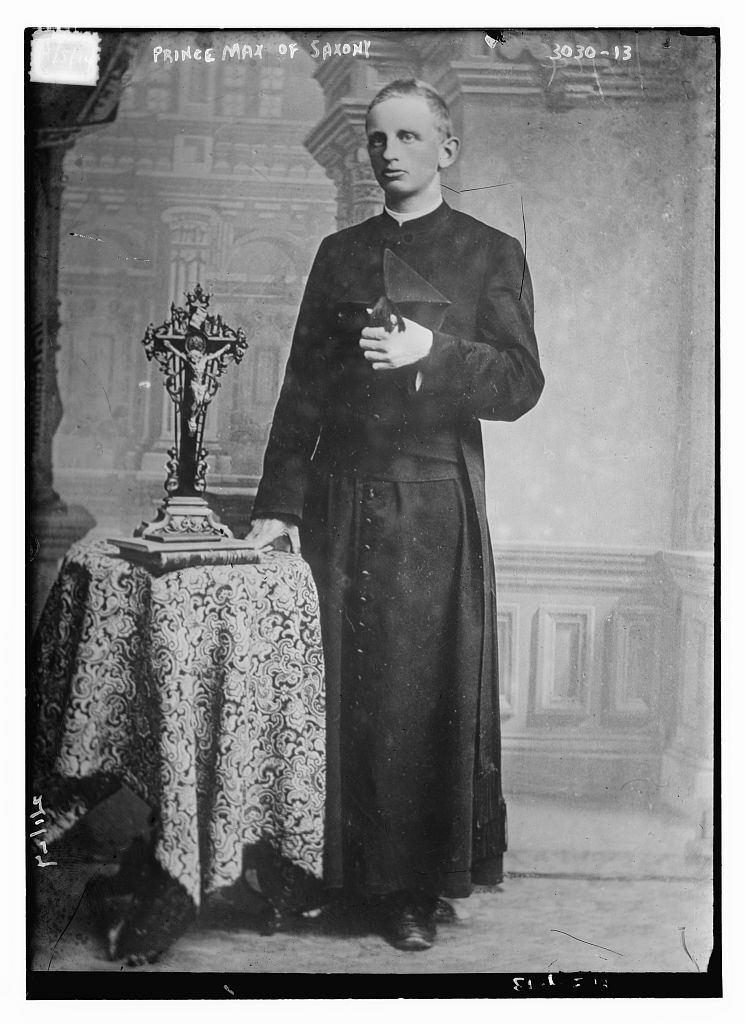
Принц Максимилиан, 1915 год

26 июля 1896 года, несмотря на первоначальное сопротивление своей семьи, принц Максимилиан стал католическим священником. После этого он отказался от своих притязаний на престол Саксонии, а также выразил решимость отказаться от апанажа от Саксонского королевства, на который он имел право.
В январе 1899 года принц Максимилиан стал доктором богословия, получив степень в Вюрцбургском университете. После работы в пастором в церкви Нюрнберга, 21 августа 1900 года принц Максимилиан стал профессором канонического права в Фрибургском университете.
В конце 1910 года принц Максимилиан вызвал дискуссии, опубликовав в церковном периодическом издании статью о союзе восточной и римской церквей. Принц Максимилиан утверждал, что от шести догм следует отказаться, чтобы облегчить возвращение Востока в Римско-католическую церковь. Из-за этого ему пришлось объясняться перед папой Пием X; он согласился отозвать статью и подписал декларацию, подтверждающую наличие ошибок в статье. Было объявлено, что Максимилиан полностью и безоговорочно привержен доктринам римско-католической церкви.
Во время Первой мировой войны принц Максимилиан служил капелланом в армии, удовлетворял духовные нужды раненых солдат, совершал обряд помазания умирающих и произносил массы, находясь под обстрелом. Его любили французские военнопленные, поскольку он посвятил себя их благополучию. Он также использовал международное бюро в Женеве, чтобы переправлять письма семьям французских заключённых.
После поражения Германской империи в войне его брат король Фридрих Август III был вынужден отречься от престола, поскольку монархия была упразднена.
Принц Максимилиан умер в Фрибурге, Швейцария. Он был последним живущим внуком королевы Португалии Марии II и короля Фернанду II и последним правнуком императора Бразилии Педро I.